# 田部密
田部 密（たなべ ひそか、1838年2月16日（天保9年1月22日） － 1910年（明治43年）10月5日）は、幕末彦根藩士、明治期代の地方官僚・実業家・漢学者。

## 生涯
1838年2月16日（（旧暦）天保9年1月22日）近江犬上郡彦根城下上藪下町の同藩足軽谷口他三郎の次男として誕生し、同じ足軽の田部全次の養子となる。両家とも8石取りと伝えられている。通称は全蔵又は先蔵と称した。藩校弘道館で学び、特に漢学を修めた。
文久・元治より慶応・明治維新の間、藩の外交掛りに属し、諸藩の志士と交わり、大東義徹・川上吉太郎・外村省吾・西村捨三・西川吉輔・大音竜太郎等と共に活動した。特に1866年（慶応2年）第二次長州征討に際して、岩国藩用人であり漢学者であった塩谷鼎助を介し秘密裏の交渉を取り持った（『吉川経幹周旋記』）。1867年11月（（旧暦）慶応3年10月）朝廷から出された諸藩への諮問に際し、北川徳之充と共に密が藩を代表して署名を行った。1868年1月3日（（旧暦）慶応3年12月9日）王政復古において、藩論を藩内尊攘派下級武士が集まる「至誠組」と共に倒幕に導き、戊辰戦争当時には藩公用人として京都に常駐した。
明治維新後大参事として藩政に係わった後、1871年（明治4年）香川県参事に転出したが、1873年（明治6年）官を辞し困窮した旧藩士等による新たな事業立ち上げのため、大東義徹等と共に『集義社（彦根義社）』設立に参画した。この間1874年（明治7年）、閉鎖直前の豪商島田組の総理（番頭）となり、島本仲道等が設立した我が国最初の法律事務所（代言人（現在の弁護士）の組織）である北洲舎への資金支援を行った。
1879年（明治12年）、大阪府知事渡邊昇の推薦により2月20日密は大阪府西成郡の郡長に就任した。西成郡長時代、密は1884年（明治17年）西成郡内長町の実情をあげながら経済困窮者への税免除を太政大臣宛訴え、また長町移転に際しては移転先地権者・近隣住民への説得を密自ら行い、無事移転を成し遂げるなど住民をよく理解し行政に携わった。また、高市・葛下・葛上・忍海郡長時代には、町村合併問題が生じたが根気よく業務を遂行した。
1890年（明治23年）、高市・葛下・葛上・忍海郡長を退任し、同年4月大阪鉄道株式会社常詰常議員となり、翌年9月同社社長に就任した。大阪鉄道は1890年以降順じ路線を伸ばし、現在の関西本線の奈良以西、大阪環状線の旧城東線部分、和歌山線の一部を建設していった。1890年中の開業区間は湊町から奈良と郡長として強い縁を持つ地域であった。
1899年（明治32年）9月大阪鉄道株式会社社長を退任。晩年は漢学研究に勤しみ、1910年（明治43年）10月5日大阪にて死去した。大阪阿倍野墓地に葬られた。

## 漢学者
密は苔園と言う号を持つ漢学者で、近江同郷の小野湖山や巖谷一六等とよく提唱しあっていたと伝えられる。漢学者として幕末藩政を担った岡本黄石、田中芹坡、坂本葵園、近藤南洲、中尾靖軒等と親交があった。
著作
「苔園遺稿」（田部密著・田部芳編 明治図書 1922年）

## 略歴
1838年（天保9年）、2月16日（旧暦1月22日）誕生。
1868年（明治元年）、8月（旧暦6月）彦根藩公務人となる。
1869年（明治2年）、10月（旧暦9月）彦根藩小参事就任。
1870年（明治3年）、5月（旧暦4月）彦根藩大参事就任（8月（旧暦7月）免官）。12月（旧暦11月）彦根藩出仕となる。
1871年（明治4年）、8月29日（旧暦7月14日）廃藩置県に伴い廃藩事務如元となる。12月10日（旧暦10月28日）香川県参事に就任（1872年（明治6年）免官）。
1873年（明治6年）、集義社（彦根義社）設立に係わる。
1874年（明治7年）、島田組（京都の豪商、屋号を蛭子屋）総理に就任し整理閉鎖に係わる。
1879年（明治12年）、2月20日大阪府西成郡長に就任する。
1886年（明治19年）、10月6日大阪府（後に奈良県）高市・下葛・上葛・忍海郡長に転じる。
1890年（明治23年）、高市・葛下・葛上・忍海郡長を退任。4月大阪鉄道株式会社常詰常議員になる。
1891年（明治24年）、4月大阪鉄道株式会社取締役社長に就任。
1899年（明治32年）、9月大阪鉄道株式会社社長を退任。
1910年（明治43年）、10月5日大阪にて死去。